# Claude-Marguerite Renart de Fuchsamberg

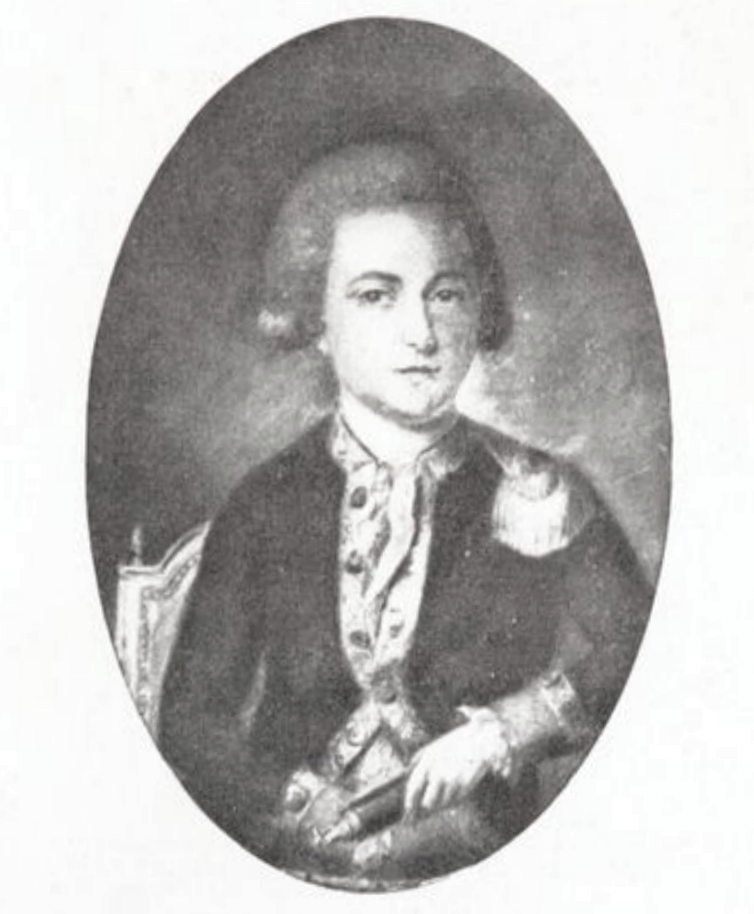
Claude-Marguerite Renart de Fuchsamberg, Marquis puis comte d’Amblimont. Bildnis um 1780.

Claude-Marguerite François Renart de Fuchsamberg, 3. Marquis dann Comte d’Amblimont, Seigneur de Saint-Fort-sur-Gironde, d’Usson, de Bresneau, du Bouquet und anderer Gebiete (* 8. November 1738 in Rochefort, Frankreich; † 14. Februar 1797 vor der Küste Portugals während der Seeschlacht bei Kap St. Vincent) war ein französischer Seeoffizier und Aristokrat des 18. Jahrhunderts. Er stieg bis zum Chef d’escadre (Konteradmiral) auf.

## Herkunft

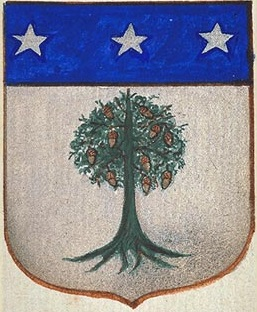
Wappen der Familie

Fuchsamberg entstammte einer ursprünglich bürgerlichen Familie aus der Champagne. Angeblich stammten seine Vorfahren aus Sachsen. Die Familie stellte mehrere Marineoffiziere. So waren sein Vater Claude-Thomas Renart de Fuchsamberg, 2. Marquis d’Amblimont, Seigneur de Saint-Fort (1712–1772) und sein Großvater, Thomas-Claude Renart de Fuchsamberg, 1. Marquis von Amblimont, (1642–1700) ebenfalls Chefs d’escadre. Der Großvater wurde 1674 per Briefpatent geadelt, zeichnete er sich im Kampf gegen den niederländischen Admiral Michiel de Ruyter aus und beendete seine Karriere als Generalgouverneur der Französischen Antillen.
Fuchsambergs Mutter war Marguerite Michel, Dame de Saint-Fort-sur-Gironde (1698–1780).

## Marinekarriere

### Frühe Jahre
Wie sein Vater und sein Großvater trat Claude-Marguerite schon in jungen Jahren in die französische Marine ein. Er war 15 Jahre alt, als er im Dezember 1751 einer Garde-marine-Kompanie beitrat. 1753 diente er in der Karibik. Im Mai 1754 wurde er zum Enseigne de Vaisseau (Fähnrich) befördert und erneut in der Karibik eingesetzt. 1757 nahm er an der Louisbourg-Expedition teil. Danach führte er das Kommando auf kleineren Schiffen, so 1759 auf der Korvette La Sardoine, dann 1762 und 1763 auf den kleineren Fregatten L’Étourdie, L’Héroïne und La Diligente.
Im Dezember 1764 wurde er zum Capitaine de Frégate (Fregattenkapitän) befördert und befehligte 1766 die Fregatte La Dédaigneuse und 1770 die Fregatte La Tourterelle. Im gleichen Jahr baute er in Rochefort ein Privathaus, Hôtel d’Amblimont genannt, das 1804 zum Rathaus umgewidmet wurde.
1771 wurde er zum Ritter des Ordre royal et militaire de Saint-Louis ernannt und im Januar des folgenden Jahres zum Capitaine de vaisseau (Kapitän zur See) befördert. Nach dem Tod seines Vaters wurde er am 30. Oktober 1772 zum 3. Marquis d’Amblimont erhoben.

### Amerikanischer Unabhängigkeitskrieg

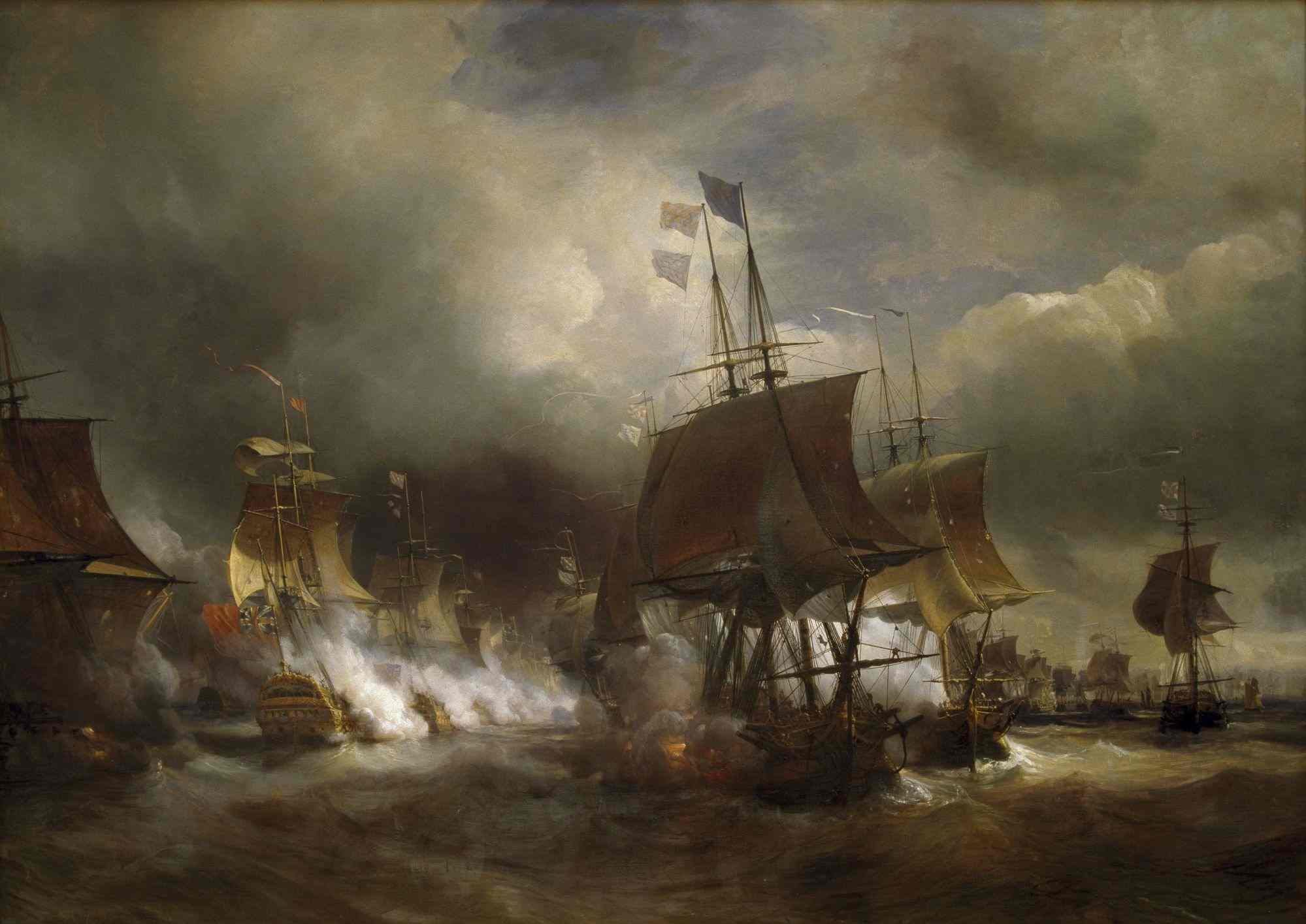
Schlacht von Ouessant (1778), Öl auf Leinwand von Théodore Gudin.

1778 erhielt er kurzzeitig das Kommando über das Linienschiff Artésien. Am 27. Juli 1778 nahm er dann als Kommandant der Le Vengeur an der Schlacht von Ouessant teil.
Als Kommandant der Hercule im Geschwader des Grafen de Guichen war er 1780 an drei Schlachten gegen den britischen Admiral Rodney vor der Küste vor Martinique und Guadeloupe beteiligt. Als Kommandant der Brave kämpfte er am 12. April 1782 in der Schlacht von Les Saintes und geriet dort in Gefangenschaft. 1783 war er Gründungsmitglied des Ordens des Cincinnatus und im Folgejahr wurde er zum Chef d’escadre ernannt.
1788 veröffentlichte er ein renommiertes Werk über Marinetaktiken mit dem Titel Tactique navale, ou Traité sur les évolutions, sur les signaux et sur les mouvements de guerre.

### Während der Französischen Revolution
1792 zum Konteradmiral erhoben, nahm er im Februar 1789 an der Sitzung der Provinzversammlung in Saintes teil und wurde in die Versammlung von Saint-Jean-d’Angély berufen, um dort die Vertreter des Adels für die Generalstände von 1789 zu wählen.
Im November 1791 oder 1793 wanderte Fuchsamberg nach Spanien aus und trat in die spanische Marine über. Er wurde während der Seeschlacht bei Kap St. Vincent am 14. Februar 1797 gegen Admiral Jervis von einer Kanonenkugel an Bord des von ihm befehligten 112-Kanonen-Linienschiffes Conde de Regla getötet.

## Familie
Fuchsamberg heiratete am 17. Juli 1754 im Château de Cachan bei Paris Marie-Anne de Chaumont de Quitry. Der König und die königliche Familie unterzeichneten den Vertrag am 29. Juni. Die Gräfin von Amblimont starb am 4. Mai 1812 in Saintes. Aus der Verbindung gingen zwei Kinder hervor:
- Louis-Jean-Casimir Renart de Fuchsamberg d’Amblont, Patensohn von Ludwig XV. und Madame de Pompadour. Er wurde am 26. September 1763 getauft, starb aber jung.
- Béatrix-Étiennette Renart de Fuchsamberg d’Amblont. Hofdame der Prinzessin von Lamballe, geboren am 17. April 1764 in Paris, verheiratet am 13. Januar 1782 mit Joseph-Paul-Jean, Comte de Lage de Volude, Marineleutnant. Der Ehevertrag wird vom König und der königlichen Familie unterzeichnet. Gräfin de Lage de Volude starb am 7. Dezember 1842 in Baden.